# Территориальная бригада
Территориальная бригада (ивр. חטיבה מרחבית‎, Хатива мерхавит, сокр. Хатмар) — определённый тип бригады в структуре Армии обороны Израиля. Согласно унитарной иерархии в ЦАХАЛ, наравне с «боевыми бригадами» в структуре армии находятся также территориальные бригады, роль которых заключается в обеспечении материально-технической инфраструктуры округа или территории, где проводятся операции по общей безопасности, боевые действия или охрана территории. Территориальные бригады подчиняются дивизиям (иногда территориальным дивизиям, таким как дивизия Иудеи и Самарии) или непосредственно военному округу.

## Роль территориальных бригад
В то время как боевая бригада включает от двух до пяти батальонов, которые разделены на боевые роты и используются в качестве аванпостов по отношению к базам, пространственная бригада будет включать относительно большое количество «профессиональных» рот, таких как роты связи, ремонтные и медицинские роты, и территориальная бригада будет отвечать за все логистические потребности округа, к которому она принадлежит. Например: рота связи будет реагировать на нехватку средств связи и заботиться о рациях вдоль аванпостов округа и о транспортных средствах, которые обслуживают связь. Время от времени будет происходить дублирование материально-технической поддержки боевой бригады, выполняющей военные операции в округе, и территориальной бригады, отвечающей за этот округ. В военное время территориальная бригады также будет отвечать и за гражданскую инфраструктуру и за работу с боевыми частями, ведущими боевые действия в своем округе. 

## Подчинение территориальных бригад
Государство Израиль разделено на четыре командования: Северное, Центральное, Южное и Командование тыла . Командование тыла само по себе служит территориальной единицей, которая управляет гражданским тылом. Остальные три командования делят между собой более периферийные районы страны, каждое командование командует боевыми подразделениями, но также несет ответственность за часть страны, эта территория разделена на области ответственности территориальных бригад.